# Iwan Anatoljewitsch Nedelko
Iwan Anatoljewitsch Nedelko (russisch Ива́н Анато́льевич Неде́лько; englisch: Ivan Anatolyevich Nedelko; * 12. Mai 1986 in Leningrad, Russische SFSR, Sowjetunion) ist ein russischer Tennisspieler.

## Karriere
Nedelko spielte ab 2007 Turniere auf der drittklassigen ITF Future Tour. Erst 2010 konnte er dort erste Erfolge im Einzel vorweisen und sein erstes Finale erreichen und Ende des Jahres Rang 553 der Weltrangliste belegen. Im Doppel gewann er einen Future-Titel. 2011 verbesserte er sein Ranking um knapp 150 Plätze und konnte neben zwei Finalteilnahmen bei Futures auch sein erstes Hauptfeld – dank einer Wildcard – auf der ATP World Tour in St. Petersburg erreichen. Dort konnte er gegen Potito Starace nur ein Spiel gewinnen. 2012 konnte Nedelko erstmals auch an ein paar Turnieren der ATP Challenger Tour teilnehmen, gewann dort in Pensa auch sein erstes Match. Darüber hinaus kämpfte er sich in St. Petersburg erfolgreich durch die Qualifikation. Diesmal unterlag er Serhij Stachowskyj in zwei Sätzen. 2013 und 2014 fiel er wieder im Ranking ab, sodass er nur Futures spielen konnte. Von einigen Finals in dieser Zeit konnte er lediglich eines in Ägypten gewinnen.
2015 gelang dem Russen ein kleiner Durchbruch. Er errang fünf Future-Titel und erreichte drei weitere Finals, sodass er am Jahresende auf Platz 309 stand. In den zwei Folgejahren ergab sich ein jeweils ähnliches Bild. 2016 gewann Nedelko weitere drei, 2017 weitere vier Futures, schaffte aber auf den höher dotierten Challengers und ATP-Events selten die Qualifikation oder ein Match für sich zu entscheiden. In Almaty konnte er erstmals in ein Challenger-Viertelfinale vordringen; am Jahresende stand er erneut knapp unter den Top 300.
Im Juli 2018 erreichte Nedelko mit Platz 235 ein neues Karrierehoch, das ihm wie in den Jahren zuvor hauptsächlich die Punkte aus fünf Future-Titeln einbrachten. Dank seines Ranking konnte er in Wimbledon und New York an der Qualifikation der Grand-Slams teilnehmen, verlor auch dort jeweils in der ersten Runde. Im Doppel ist seine Bestwert in der Rangliste der 674. Rang von Juni 2014. Bis dato gewann er 19 Futures, davon einen im Doppel.